# Hypnum nervosum
Hypnum nervosum är en bladmossart som beskrevs av Palisot de Beauvois 1818. Hypnum nervosum ingår i släktet flätmossor, och familjen Hypnaceae. Inga underarter finns listade i Catalogue of Life.